# Astylosternus ranoides
Astylosternus ranoides – gatunek płaza bezogonowego z rodziny artroleptowatych (Arthroleptidae). Endemit Kamerunu, zagrożony wyginięciem.

## Występowanie
Zwierzę to występuje na górzystych obszarach zachodniego Kamerunu – w górach Bambouto, nad jeziorem Oku i na górze Neshele. Zaznaczyć należy, że zasięg ten obejmuje też rezerwat leśny Bafut-Ngemba.
Siedlisko zwierzęcia stanowią trawiaste bagna, obszary wokół jezior oraz wzdłuż strumieni i innych cieków wodnych w górskich lasach tropikalnych, zaroślach i na łąkach. Występuje na wysokości od 2000 do 2600 m n.p.m.

## Status
W Czerwonej księdze gatunków zagrożonych IUCN płaz ten od 2004 roku klasyfikowany jest jako gatunek zagrożony (EN, ang. Endangered).
Liczebność nie jest znana, ale zmniejsza się.
Główne zagrożenia dla tego gatunku to wylesianie spowodowane przez osadnictwo i ekspansję rolnictwa, nadmierny wypas zwierząt, zanieczyszczenie wód herbicydami i pestycydami; negatywny wpływ na gatunek mogą też mieć zmiany klimatyczne.